# فروغ موری
فروغ موری (زاده ۸ مهر ۱۳۶۸) بازیکن فوتبال اهل ایران و عضو تیم ملی فوتبال زنان ایران است.وی اکنون بازیکن تیم فوتبال بانوان ایستا کردستان است. موری سابقه پوشیدن پیراهن ملوان و وچان کردستان را در کارنامه خود دارد و به همراه این تیم به چهار مقام دومی در لیگ برتر و یک قهرمانی در جام حذفی دست پیدا کرد. این مهاجم گلزن در سال ۹۵ به لیگ عراق لژیونر شد و به مقام دومی با تیم زیرفانی کردستان عراق رسید. بازیکن ملی پوش وچان فصل ۹۶–۹۵ به همراه تیم آینده سازان به عنوان قهرمانی لیگ برتر فوتبال بانوان دست یافت و به عنوان بهترین بازیکن لیگ برتر شناخته شد.
همچنین او به عنوان نخستین لژیونر فوتبال بانوان ایران شناخته می‌شود و سابقه حضور در لیگ عراق و بازی در تیم زیرفانی کردستان عراق را دارد.

## گلزنی‌ها

### فصل ۰۴-۱۴۰۳
| ردیف | تیم           | رقیب            | گل  | فصل                    | هفته | گزارش |
| ---- | ------------- | --------------- | --- | ---------------------- | ---- | ----- |
| ۱    | ایستا کردستان | پالایش‌گاز ایلام | ۱۰' | لیگ برتر ایران ۰۴–۱۴۰۳ | اول  | [ ۳ ] |
| ۲    | ایستا کردستان | پالایش‌گاز ایلام | ۲۴' | لیگ برتر ایران ۰۴–۱۴۰۳ | اول  | [ ۳ ] |
| ۳    | ایستا کردستان | آوا تهران       |     | لیگ برتر ایران ۰۴–۱۴۰۳ | دوم  | [ ۴ ] |
| ۴    | ایستا کردستان | آوا تهران       |     | لیگ برتر ایران ۰۴–۱۴۰۳ | دوم  | [ ۴ ] |
| ۵    | ایستا کردستان | آوا تهران       |     | لیگ برتر ایران ۰۴–۱۴۰۳ | دوم  | [ ۴ ] |
| ۶    | ایستا کردستان | آوا تهران       |     | لیگ برتر ایران ۰۴–۱۴۰۳ | دوم  | [ ۴ ] |
| ۷    | ایستا کردستان | تام اصفهان      | ۶۰' | لیگ برتر ایران ۰۴–۱۴۰۳ | سوم  | [ ۵ ] |